# Caprellina longicollis
Caprellina longicollis is een vlokreeftensoort uit de familie van de Caprellidae. De wetenschappelijke naam van de soort is voor het eerst geldig gepubliceerd in 1849 door Nicolet.